# Деражнянський міський історичний музей
Деражнянський міський історичний музей - історичний музей  у місті Деражня Хмельницької області, розташований у приміщенні міського Будинку культури. Музейне зібрання присвячене історії Деражнянщини з найдавніших часів до сьогодення. Музей створено у 2012 році, за проектом художника-дизайнера Я.М. Павловича, члена Національної Спілки художників України. Над оформленням також працювали працівники Хмельницького обласного краєзнавчого музею С.М. Єсюнін та В.Г. Будяй. Фонди музею налічують більше двох тисяч експонатів.